# دان شوبونج
دان شوبونج (بالتايلندية: ชูพงษ์ ช่างปรุง)‏ هو ملاكم تايلندي وممثل تايلندي، ولد في 23 مارس 1981 بمحافظة كالاسين في تايلاند.

## وصلات خارجية
- دان شوبونج على موقع IMDb (الإنجليزية)
- دان شوبونج على موقع روتن توميتوز (الإنجليزية)
- دان شوبونج على موقع قاعدة بيانات الفيلم (الإنجليزية)